# CD Coyotes Neza
CD Coyotes Neza ist ein mexikanischer Fußballverein aus Ciudad Nezahualcóyotl, der im Osten an die Hauptstadt grenzenden zweitgrößten Stadt im Bundesstaat México. Der Verein wirkte von 1978 bis 1988 als erster Verein der Stadt in der höchsten mexikanischen Spielklasse mit.

## Geschichte
Die Geschichte der Coyotes begann 1978, nachdem der Unternehmer Anuar Maccise die Erstligalizenz des hoch verschuldeten CF Laguna erworben hatte.
Ihr Debüt in der ersten Liga bestritt die zum Teil vom Club Laguna übernommene Mannschaft der Coyotes am 10. September 1978 im Estadio Cuauhtémoc von Puebla gegen den Gastgeber Puebla FC mit folgender Aufstellung: Carlos Phoyú – Carlos González, Ricardo „Lolo“ González, Francisco Ramírez, Héctor Porcayo – Rito Sotelo, José Luis Cruz, Hugo Rodríguez – Ramón Alberto Ramírez, Luis Gallardo y César Flores.
Erster Trainer war Carlos Armando Lara, der zuvor die Mannschaft des Club Laguna betreut hatte. Nach der Auftaktniederlage beim Puebla FC (0:1) feierten die Coyotes eine Woche später in ihrem ersten Heimspiel, das damals noch im Estadio 10 de diciembre ausgetragen wurde, sogleich ihren ersten Sieg in der ersten Liga. Gegner war der millionenschwere Hauptstadtverein América und das goldene Tor zum 1:0-Sieg erzielte der Mexikaner Rito Sotelo in der 89. Minute. Dem Tor ging eine Strafstoß-Entscheidung voraus, bei der sowohl der Torhüter der Americanistas, Francisco Castrejón, als auch deren Verteidiger Rubén Cárdenas des Feldes verwiesen wurden. Sotelo war einer von mehreren Spielern der Coyotes, die zusammen mit der Lizenz vom CF Laguna übernommen worden waren.
In den Spielzeiten 1979/80 bis 1981/82 erreichte die Fußballmannschaft von Deportivo Coyotes Neza dreimal hintereinander die Play-offs um die mexikanische Meisterschaft. Nachdem der Verein bereits zweimal im Viertelfinale ausgeschieden war, erreichte er 1981/82 mit dem Halbfinaleinzug gegen den CF Atlante (0:1 und 0:0) den größten Erfolg seiner Vereinsgeschichte.
Danach zog die Mannschaft, die traditionell in schwarz-gelb gestreiften Trikots spielte, nicht wieder in die Play-offs ein und schließlich verkaufte der Verein nach zehnjähriger Erstligazugehörigkeit im Jahr 1988 seine Erstligalizenz an den sportlichen Absteiger UAT Correcaminos. Erfolgreichster Torschütze der Coyotes in der höchsten Spielklasse war der ehemalige chilenische Nationalspieler Osvaldo Castro mit 45 Treffern.
Zu Beginn des 21. Jahrhunderts spielte der Verein über weite Strecken in der viertklassigen Tercera División.

## Weitere Entwicklung des Fußballs in Nezahualcóyotl
Bereits ein Jahr nach dem Rückzug des Deportivo Coyotes Neza gelang einer Mannschaft namens Potros Neza der sportliche Aufstieg in die höchste Spielklasse, doch postwendend verkaufte der Verein seine Erstligalizenz an Veracruz.
Erst 1993 kam der Erstligafußball durch den Aufstieg der Universitätskicker von der Universidad Tecnológico de Neza in die rasant wachsende Trabantenstadt zurück. Diese Mannschaft benannte sich für ihren Erstligaauftritt um in Toros Neza.

## Spielstätten
Zu Erstligazeiten spielten die Coyotes zunächst drei Jahre im Estadio Municipal de Texcoco und von 1981 bis 1988 im 28.500 Zuschauer fassenden Estadio José López Portillo. Seit dem Rückzug aus der ersten Liga spielen sie im Estadio Metropolitano.